# 가야금 산조 및 병창
가야금 산조 및 병창(伽倻琴 散調 및 竝唱)은 가야금을 치면서 소리(唱)를 하는, 가야금과 성악을 병기하는 국악의 독특한 연주 형태이다. 대표적인 가야금 병창의 인물로는 김창조, 오수관, 오태석, 장순애 등이 있다. 1968년 12월 21일 대한민국의 국가무형문화재 제23호 '가야금산조및병창'로 지정되었다.

## 개요
산조란 장구 반주에 맞추어 다른 악기를 독주형태로 연주하는 것을 말하며, 4∼6개의 악장을 구분하여 느린 장단에서 빠른 장단 순서로 연주한다. 가야금으로 연주하는 산조를 가야금산조라 하고, 직접 가야금을 타면서 노래부르는 것을 가야금병창이라 한다.
모든 산조는 느린 장단으로 시작하여 차츰 빠른 장단으로 바뀌는데, 이는 듣는 사람을 서서히 긴장시키며 흥겨움을 끌어올리게 한다. 가야금산조는 4∼6개의 장단으로 짜여지는데, 진양조는 아주 느리고 서정적이며 중모리는 안정적이다. 중중모리는 흥취를 돋우며, 자진모리는 밝고 경쾌하다. 휘모리는 흥분과 급박감이 있다. 다른 악기의 산조에 비해 가야금산조는 가야금의 악기적인 특성으로 인해 여러 명인들이 다양한 음악유파를 형성할 수 있었다.
가야금병창은 단가나 판소리 중 한 대목을 따다가 가야금반주를 얹어 부른다. 가야금병창은 원래 가야금산조의 명인들이 불렀지만, 오늘날에는 산조와 병창의 연주자가 분리되는 추세이다. 원곡이 따로 있는 노래를 병창으로 부를 때에는 가야금 특유의 선율로 인해 본래의 곡과 다른 맛이 나고 독특한 개성을 표현하게 된다. 판소리 흥보가 중 “제비노정기”, 춘향가 중 “사랑가”, 수궁가 중 “고고천변”, 심청가 중 “심봉사 황성가는 대목”은 가야금병창의 유명한 대목이다.

## 같이 보기
- 가야금병창보존회
- 신관용류 가야금산조
- 김병호류 가야금산조
- 성금연

## 참고 문헌
- 가야금산조및병창 - 국가유산청 국가유산포털